# Toshiya Fujita
Toshiya Fujita (n. 4 octombrie 1971) este un fost fotbalist japonez.

## Statistici
| Japonia | Japonia | Japonia |
| An      | Meciuri | Goluri  |
| ------- | ------- | ------- |
| 1995    | 6       | 2       |
| 1996    | 0       | 0       |
| 1997    | 0       | 0       |
| 1998    | 0       | 0       |
| 1999    | 4       | 0       |
| 2000    | 0       | 0       |
| 2001    | 0       | 0       |
| 2002    | 0       | 0       |
| 2003    | 3       | 0       |
| 2004    | 10      | 1       |
| 2005    | 1       | 0       |
| Total   | 24      | 3       |